# کیت تیل
کیت تیل (انگلیسی: Kate Thill؛ زادهٔ ۲۵ ژانویهٔ ۲۰۰۲) بازیکن فوتبال اهل لوکزامبورگ است.
وی همچنین در تیم ملی فوتبال Luxembourg بازی کرده‌است.